# Bois de Boulogne
Il Bois de Boulogne (AFI: /bwa d(ə) buˈlɔɲ/) è un parco situato al limite occidentale del XVI arrondissement della città di Parigi, lungo la Senna e al confine con Boulogne-Billancourt e Neuilly-sur-Seine. Progettato da J. C. A. Alphand.
Il Bois de Boulogne si estende su una superficie di 846 ettari ed è, insieme al Bois de Vincennes, uno dei più grandi e più frequentati spazi verdi della capitale francese: ogni anno vi si recano circa 6 milioni di visitatori.

## Storia
All'interno di questo bosco nel 1527 Francesco I re di Francia iniziava la costruzione del castello di Madrid, sua residenza di caccia.
Storicamente questo parco è stato un luogo di caccia e di svago per i parigini come la nobile contessa de Polignac, la migliore amica di Maria Antonietta; in epoca ottocentesca la proprietà del terreno passò in mano al comune.
Al Bois de Boulogne trovò la morte nel 1965 in un incidente d'auto il diplomatico e playboy dominicano Porfirio Rubirosa.

## Galleria d'immagini

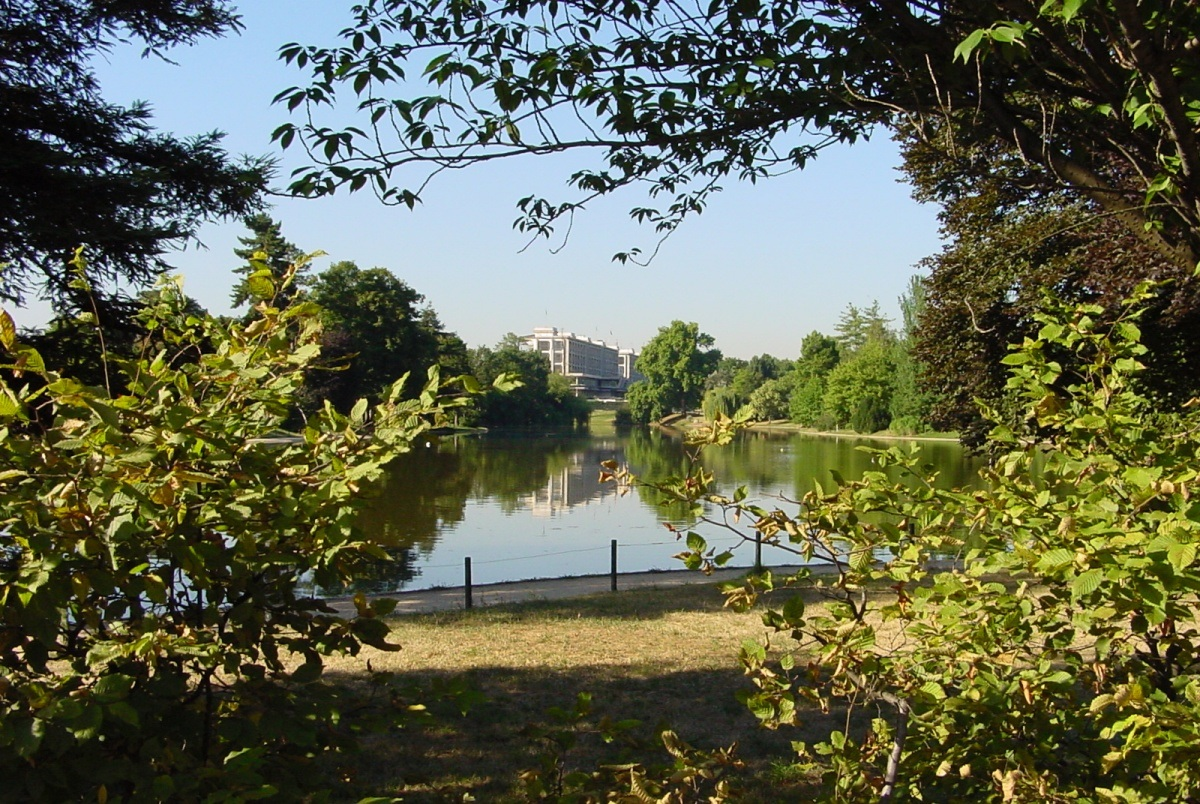
il lago superiore
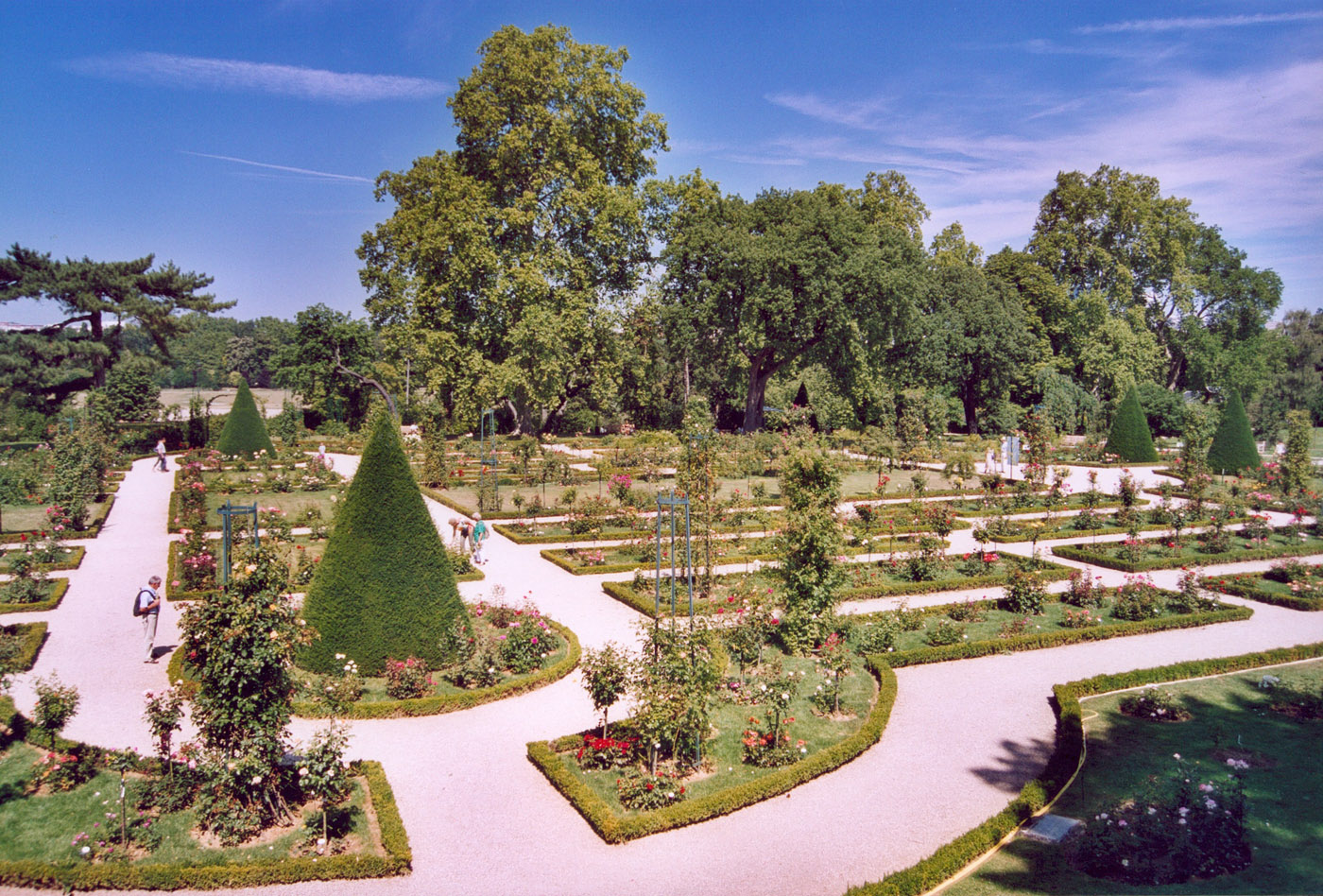
giardino Bagatelle
mappa del parco